# Gullu Mustafayeva
Gullu Haji Naim Mustafa gizi Mustafayeva (en azerí: Güllü Hacı Naim Mustafa qızı Mustafayeva; Turkmenabat, 29 de octubre de 1919 - Bakú, 18 de mayo de 1994) fue una pintora de Azerbaiyán, galardonada con el título "Artista del pueblo de la República de Azerbaiyán" en 1992.

## Biografía
Gullu Mustafayeva nació el 29 de octubre de 1919 en la ciudad de Turkmenabat. Sus padres eran de la ciudad de Shamaji. Después del terremoto de 1902, la familia se mudó a la ciudad de Turkmenabat en Turkmenistán. En 1927 Gullu Mustafayeva se trasladó con su familia a Bakú.
En 1938 se graduó de la Escuela Estatal de Arte de Azerbaiyán en nombre de Azim Azimzade. Gullu Mustafayeva creó retratos de héroes laborales, figuras de la ciencia y del arte de su tiempo. Algunos de ellos fueron los retratos de héroe del trabajo Basti Bagirova, la oftalmóloga y doctora en ciencias médicas Umnisa Musabayova, la neuróloga y doctora en ciencias médicas Zahra Salayeva, el pintor Sattar Bahlulzade.
Los retratos de niños formaron una serie especial en las obras de la pintora. El retrato "Mahsati Ganjavi", que realizado en 1947, ocupó un lugar especial. Sus obras se conservan en el Museo Nacional de Arte de Azerbaiyán y en la Galería Estatal de Arte de Azerbaiyán.
Gullu Mustafayeva falleció el 18 de mayo de 1994 en la ciudad Bakú y fue enterrada en el Segundo Callejón de Honor.

## Premios y títulos
- Artista de Honor de la RSS de Azerbaiyán (1973)
- Artista del pueblo de la República de Azerbaiyán (1992)